# Jair Ventura Filho
Jair Ventura Filho, més conegut com a Jairzinho, és un futbolista brasiler. Nasqué a Rio de Janeiro el 25 de desembre de 1944.
Fou internacional amb el Brasil i disputà els Mundials de 1966, 1970 i 1974.

## Palmarès
- 1 Copa del Món de futbol: 1970
- 1 Copa Libertadores de América: 1976

## Referències

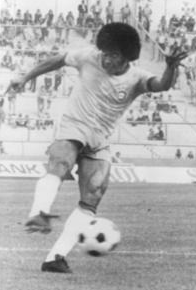
Jairzinho al Mundial de 1974.